# Роча (департамент)
Роча — один із департаментів Уругваю. На півночі межує з департаментом Трейнта-і-Трес, на заході з департаментами Лавальєха та Мальдонадо, а на сході — з Бразилією. Департамент є сьомим за площею, яка становить 10551 км². За даними перепису населення в 2004 році тут проживало 69937 осіб. Столиця — однойменне місто.

## Географія
Департамент Роча розкинувся на 170 км вздовж берега океану.

### Клімат
Клімат у департаменті жаркий та вогкий, з частими дощами.

## Економіка
Економіка департаменту базується переважно на скотарстві (велика рогата худоба, вівчарство) та рибальстві.
На території департаменту є поклади міді, бурого вугілля та мармуру.
Тут вирощують злаки, тютюн, помідори, кукурудзу, городину та фрукти. Виробництво алкогольних напоїв, а також вовняне та шкіряне виробництво, теж є важливими для економіки департаменту.

### Туризм
В Рочі є численні курорти на березі Атлантичного океану, наприклад: Ла-Палома, Коста-Асуль, Ла-Пердера, Валісас, Аґуас-Дульсес, Кабо-Полоніо, Пунта-дель-Діабло, Ла-Коронілья, Барра-дель-Чуй.

## Головні населенні пункти

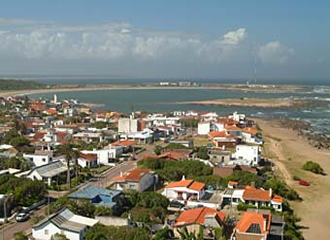
Курорт Ла-Палома

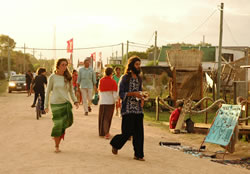
Барра-де-Валісас

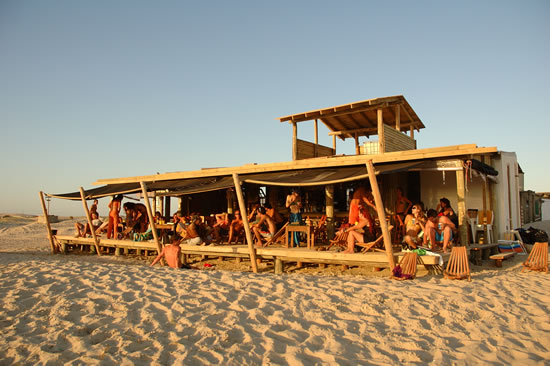
Кабо-Полоніо

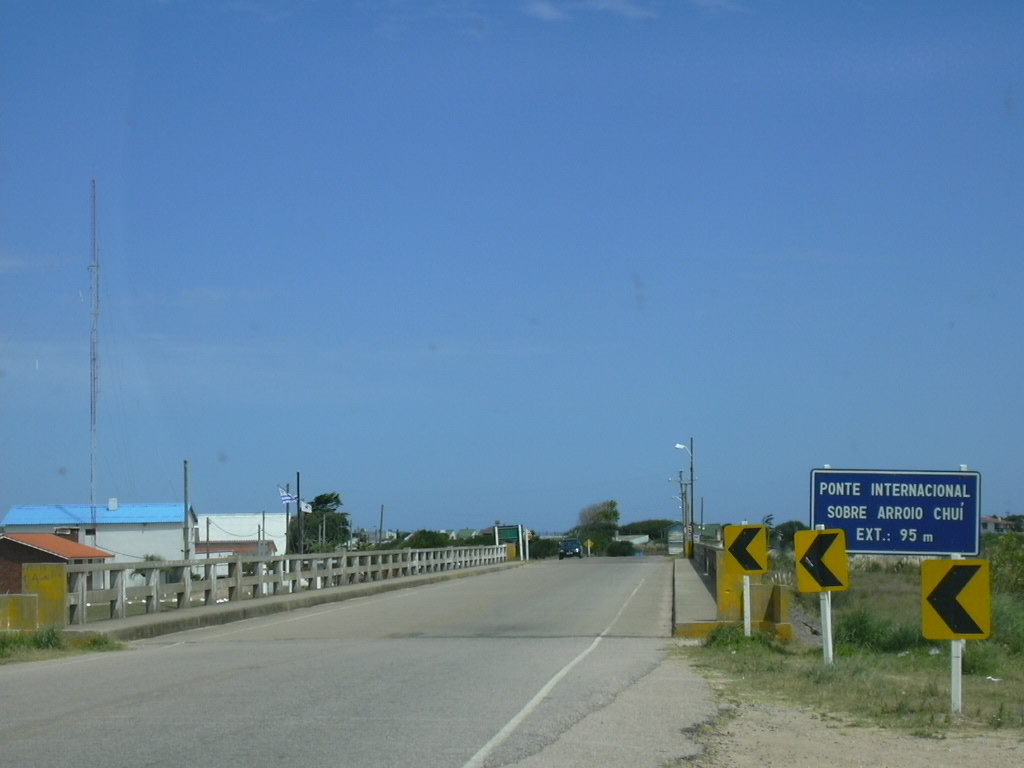
Барра-дель-Чуй

| Населення за місцем проживання (2004) |           |
| Населений пункт                       | Населення |
| Роча                                  | 25096     |
| Чуй                                   | 10357     |
| Кастильйос                            | 7585      |
| Ласкано                               | 6933      |
| Ла-Палома                             | 3199      |
| Себольяті                             | 1606      |
| 18 липня                              | 1191      |
| Коста-Асуль                           | 1103      |
| Веласкес                              | 1046      |
| Сан-Луїс-аль-Медіо                    | 702       |
| Ла-Коронілья                          | 541       |
| Пуймаєн                               | 503       |
| Капачо                                | 471       |
| Аґуас-Дульсес                         | 409       |
| Пунта-дель-Діабло                     | 389       |
| Барра-дель-Чуй                        | 362       |
| Барра-де-Валісас                      | 356       |
| Арачанія                              | 335       |
| 19 квітня                             | 239       |
| Район Перейра                         | 213       |
| Ла-Пердера                            | 165       |
| Кабо-Полоніо                          | 72        |
| Район Торрес                          | 49        |
| Ла-Есмеральда                         | 46        |
| Ла-Рів'єра                            | 37        |
| Паральє                               | 35        |
| Санта-Ісабель-де-ла-Пердера           | 30        |
| Пуерто-де-лос-Ботес                   | 18        |
| Пальмарес-де-ла-Коронілья             | 4         |
| Рураль                                | 5660      |
| Всього                                | 68752     |